# 17 رمضان (رواية)

17 رمضان (جرجي زيدان) 1899

17 رمضان رواية للأديب جرجي زيدان كتبها عام 1899 وصدرت عن دار الهلال بالقاهرة. جرجي زيدان هو أول روائي عربي تترجم رواياته إلى لغات غربية. الرواية عبارة عن سرد تاريخي بشكل قصصي ويؤرخ زيدان في روايته لمقتل علي بن أبي طالب على يد الخارجي عبد الرحمن بن ملجم المرادي، وفشل محاولة البرك بن عبد الله التميمي في قتل معاوية بن أبي سفيان في دمشق، وفشل عمرو بن بكر في قتل عمرو بن العاص. تدور الرواية حول حيثيات الفتنة الكبرى والصراع حول الخلافة بين علي ومعاوية وعمرو بن العاص وكيف ستنتقل الخلافة بعد ذلك إلى الأمويين. كما تنقل لنا الرواية قصة كلا من سعيد وأخيه عبد الله، وتنتهي بزواج سعيد بخولة، بمباركة عمرو بن العاص وأبو خولة.

## ملخص أحداث الرواية
بعد مقتل الخليفة عثمان بن عفان، تولى علي بن أبي طالب الحكم، وكان كاره لذلك، فبدأ بتغيير بعض الولاة كما صرح بأنه سيسترجع كل الأموال التي اقتطعها عثمان لأقاربه والمقربين له من بيت المال، وغيرها من التغييرات. فكان معاوية واليا للشام، فلم يرد مبايعة علي، فتتحول المشكلة إلى معركة بين الجيشين «معركة صفين» انتهت بالتحكيم بينهما، فيترك الشام لمعاوية، ومصر لعمرو (الذي كان ضمن جيش معاوية)، وما بقي من بلاد الإسلام لعلي.
تبدأ الاشتباكات بين علي والخوارج الذين رفضوا التحكيم فتقع معركة النهروان وتنتهي بفوز علي. قتل في المعركة مجموعة من الخوارج من بينهم أب وأخ قطام بنت عدي (بنت شحنة) فتبدأ بالتخطيط للإنتقام لأهلها بقتل الإمام علي وتساعدها في التخطيط مربيتها العجوز لبابة.
كانت قطام من حسناوات الكوفة، وكان سعيد الأموي مفتونا بجمالها، فطلبت منه كتابة كتاب يعهدها فيه بقتل الإمام علي مهراً لزواجها، وكانت هذه الخطة من تدبير العجوز لبابة. بعد عزمه على الفتك بالإمام علي وصله رسول ينبئه أن جده  أبو رحاب  يريد قدومه لمكة حيث أوصاه بحماية الإمام علي، ويحتار سعيد الذي تعهد بعهدين متناقضين. وفي تلك الليلة رأى قرب الكعبة ثلاثة أشخاص يخططون للنيل من كل السلاطين في يوم واحد وهو 17 رمضان.
توفي أبو رحاب وانطلق سعيد ومعه عبد الله (شاب رباه أبو رحاب) إلى الكوفة لإقناع قطام بتغيير رأيها في الإمام. فوجداها قد غيرته حقا، ظاهريا، وشجعتهم للذهاب إلى مصر لمعرفة المتآمرين على قتل علي. فترسل بعد ذهابهما عبدها ريحان لعمرو ليخبره بوجود متآمرين عليه وهم على نصرة علي بعين شمس بمصر، انتهت بالقبض على عبد الله، أما سعيد فتعرف على خولة التي نصرته، واعانته على العودة للكوفة، وإخبار الإمام علي عن قاتله «عبد الرحمن بن ملجم» مرسلة معه عبدها بلال. بعد وصولهما للكوفة حاولت قطام تأخيره حتى يقوم بن ملجم (الذي وعدته بالزواج إن قتل الإمام علي) بمهمته، لكنه أبا ذلك بفضل بلال ويقظته. تنتهي القصة بالإمساك بسعيد (أرسلت قطام تَوَعُّدَهُ لها بقتل الإمام علي ليظنوا أنه هو القاتل)، وقتل الامام علي في فجر 17 رمضان، والإمساك بالقاتل الذي عذب ثم حرق، لتعطى الخلافة للحسن الذي أخذها 6 أشهر قبل تسليمها للامويين.
أما معاوية فقد نجا من المخطط. وكذلك عمرو بفضل عبد الله الذي أخبره عن المؤامرة ثمنا لحياته. فينجو منها فتكون له مكانة عظيمة عنده فيزوجه خولة، فلا يمسها واعتبرها أخته إلى أن جاء سعيد فزوجها له تحت بركة معاوية.
أما قطام ولبانة بعد قتل الإمام، اتجهتا إلى معاوية وأخبرتاه أن خولة كانت عالمة بالمؤامرة ولم تخبر الأمير، ليتبين كذبهما فيأمر بسجنهما. فتحرر قطام على يد عبدها رحاب، الذي ساعدها أيضا على قتل لبانة. وعند هروبهما معا حدث أن التقوا بسعيد وبلال ليقوم الأخير بقتلها.

## أبطال الرواية
علي بن أبي طالب: رابع الخلفاء الراشدين
معاوية بن أبي سفيان: أول ملوك الدولة الأموية
عمرو بن العاص: والي مصر
قطام بنت عدي: غادة الكوفة
العجوز لبابة: مربية قطام
سعيد الأموي: عاشق قطام
عبد الرحمن بن ملجم: قاتل الإمام علي
الحسن والحسين: ابنا علي
عمرو بن بكر: المتآمر لقتل عمرو بن العاص
البرك بن عبد الله التميمي: المتآمر لقتل معاوية

## مقتطفات من الرواية
في ليلة من اوائل السنة الأربعين للهجرة، والوقت خريف وقد نضج الثمر على نخيله وليس من يقطفه، فتساقط بعضه على الأرض وليس من يلتقطه. كان القمر بدراً وقد أطل من وراء الآكام فأرسل ظلال النخيل مستطيلة متقاطعة، وكان الجو هادئاً والسكوت سائدا لبعد المكان عن المدينة وضوضائها، فلم يكن يسمع غير نقيق الضفادع على شاطئ البحيرة، يتخلله صرير الصراصير وقرقرة القمر. وربما هب النسيم فأسمعك حفيف سعف النخل هنيهة ثم انقطع. ولقد تعجب لوحشة ذلك المكان مع ما تراه من آثار الأنس ودلائل الأبهة.
وهناك في المنزل المؤلف من ثلاث غرف متصل بعضها ببعض، وقد فرشت أرضها بحصر من سعف النخيل فوقها جلود الماعز، وضعت في إحداها طنفسة جميلة عليها وسائد من الخز، ووضع في بعض جوانبها مصباح قليل النور، وجلست على إحدى الوسائد فتاة في مقتبل العمر أشرق وجهها بماء الشباب، وقد حلت شعرها الاسود فأرسلته على كتفيها فحجب بعض جبينها، وغطى عذاريها فحجب قرطيها وسالفيها ولكنه زاد عينيها كحلاً وإشراقا. ولكن عينيها الدعجاوين البراقتين قد غشيهما الدمع فأخذ ينحدر على وجنتين محمرتين بينهما أنف دقيق مستقيم تحته فم صغير. فإذا ازداد انسكاب الدمع تلقته باطراف جدائلها أو بأحد كميها. وكانت لابسة فستانا اسودا زادها جمالا وفتنة. وكأن هذه الغادة استأنست بوحدتها فاطلقت لنفسها عنان البكاء حيث لا رقيب ولا حسيب فأخذت تندب فقيدين عزيزين قتلا في يوم واحد. تلك هي «قطام بنت شحنة بن عدي» من قبيلة الرباب، فتاة الكوفة الفتانة التي ذاع صيتها في الآفاق، وسمع بجمالها القاصي والداني حتى أصبحت فتنة الكوفيين ومضرب أمثالهم، وشخصت إليها الأبصار وحامت حولها القلوب، فباتت معجبة بجمالها لا تعرف هما ولم تذق غما حتى بليت بقتل أبيها وأخيها معاً في وقعة النهروان، إذ كانا من جملة الخوارج الذين نقموا على الإمام علي لقبوله التحكيم فانضموا لمن نقض بيعته وحاربوا في جملة من حاربه.
يواصل زيدان ويصف حضور العجوز «لبابة» للقاء غادة الكوفة «قطام» وتعرض عليها أن تستقدم الشاب «سعيد» الواقع في حبها لتعده بالزواج إذا أخذ ثأر أبيها وأخيها، ويواصل السرد:
«كان سعيد شابا أمويا في حوالي الثلاثين من عمره، توفي أبوه وهو طفل فكفله جده وقضى صباه وشبابه مع جده في منزل الخليفة عثمان وكانا من أخلص مريديه. فلما قتل عثمان كان سعيد وجده في مقدمة الناقمين لعثمان والمطالبين بدمه. فلما كانت موقعة الجمل كان سعيد في جملة رجال أم المومنين، وظل جده مقيما بمكة لشيخوخته. فلما فشل جند أم المؤمنين وعادت إلى مكة عاد هو معها وظل مع جده ولم يخرج لموقعة صفين. ولكنه كان يتردد على الكوفة، وكان يسمع بقطام هذه وجمالها، وقد رآها بالخمار مراراً فوقعت من نفسه موقعاً عظيماً ولكنه لم يجرؤ على التقدم لخطبتها، لأن أباها كان قبل تحكيم الحكمين من شيعة الإمام علي، فلم يكن ليزوج ابنته بأموي يطالب بدم عثمان. فلما خرج الخوارج عن طاعة الإمام علي بعد التحكيم، استبشر سعيد وأمل نيل مرامه، ولكنه لم يتمكن من السعي في طلبها الا بعد مقتل أبيها وأخيها. فجاء إلى لبابة ووسطها في الأمر فاستخدمت هذه كل دهائها في اغرائه بقتل علي، وتركت بقية الحيلة لقطام لعلمها أنها لا تقل عنها دهاء ومكراً. وكان سعيد حسن الطوية قليل الاختبار وبخاصة فيما يتعلق بدهاء العجائز. ولكنه كان جميل الصورة معجباً بجمالها وقد اعمى غرامه بصيرته فلم يعد يرى غير قطام أو يحلم الا بها. فلما جاء العجوز في تلك الليلة وخاطبها في شالها وأظهرت ما أظهرته من التمنع ازداد رغبة فيها وبذل كل ما في وسعه من الوعود في سبيل ارضائها، وأغرى العجوز بكل ما يرضيها من المال والحلي فوعدته أن تسعى في ترغيبها. ومضت وتركته يتقلب على جمر الإنتظار».
تستمر الأحداث وتستقدم العجوز الشاب سعيد للقاء قطام وتحتال عليه حتى يكتب هذا الكتاب: «أنا سعيد بن .. الأموي أعاهد قطام بنت شحنة على قتل علي بن أبي طالب مهراً لزواجي بها، فإذا لم أفعل لم أكن كفؤا لها، وعلى عهد الله وميثاقه»، وفي طريق خروجه قالت له العجوز: «إني اهنئك برضاء هذه الغادة، فقد نلت الليلة ما طالما تلهف عليه أهل الكوفة بل سائر أهل العراق». ويسارع سعيد بالرحيل إلى مكة حيث يقيم جده أبي رحاب ويطلعه على نيته قتل الإمام علي بن أبي طالب. يرفض الجد ويقول: «ما أعلمه من تاريخ علي وعثمان وغيرهما من القائمين بهذه الفتنة، فوجدت معاوية وسائر بني أمية على ضلال، بل هم أهل أغراض اتخذوا مقتل الخليفة المظلوم ذريعة للحصول عليها».
كتب زيدان الفصل التالي تحت عنوان «علي خير من معاوية» جاء فيه:
«أجال الشيخ يده في لحيته وأصلح شعر حاجبيه وشاربيه والتفت إلى سعيد وقال:» يزعم معاوية وأصحابه أنهم انما جردوا السيوف وسفكوا الدماء للمطالبة بدم عثمان كأنهم لم يكونوا يستطيعون الزود عنه قبل قتله، ولقد يضحكني مطالبة عمرو بن العاص بدم عثمان، وهو أول من أراد قتله وسعى في ذلك حتى افتخر بأنه قتله وهو في فلسطين. فقد علمت أنه لما بلغه مقتل عثمان وهو في وادي السباع قال: «أنا قتلته وهو في وادي السباع»، يعنى أنه سعى في قتله عن بعد. فلا يغرنك بعد ذلك مجيئه هو وأبناؤه ماشين إلى دمشق يبكون ويقولون: «وا عثماناه. ننعى الحياء والدين»، إنهم إنما فعلوا ذلك حيلة للانضمام إلى معاوية. وأما معاوية وسائر بني أمية فهل تحسبهم شرعوا الأسنة وايقظوا الفتنة مطالبة بدم ذلك الخليفة المقتول ؟ إذا كانوا فعلوا ذلك غيرة وحنانا فما بالهم لم يدافعوا عنه وهو محصور يستنجدهم من المدينة إلى الشام ؟ وهب أنهم تأخروا عن نجدته كرها كما يزعمون فما بالهم نسوه ونسوا أولاده، وإذا كانوا يؤمنون بأنه قتل ظلما وإنهم إنما قاموا للمطالبة بدمه، فلماذا لم يولوا الخلافة ولدا من أولاده ؟ أرأيت كيف اتخذوا أسم هذا الخليفة ودمه ذريعة إلى السلطان؟ وهكذا فعل أيضا طلحة والزبير، فقد قتل عثمان وهما في المدينة على قيد أذرع منه، فلو أرادا بقاءه لم يعجزهما الدفاع ولكنهم سكتوا عن قتله حتى إذا رأوا الخلافة أفضت إلى على، تظاهروا بالدفاع عن عثمان وقالوا: «أنه قتل ظلماً».
يسرد زيدان عن تطور مشاعر سعيد بين ما وعد به حبيبته قطام، وما نصح به جده، ويصل إلى اكتشاف سعيد مؤامرة لقتل الأئمة المتنازعين على السلطة وتحديد يوم 17 رمضان موعداً لها. ويبلغ سعيد العجوز عن كلام جده وتخدعه العجوز بأن قطام تراجعت عن فكرة الانتقام لانشغالها بحبه، بينما تذهب لترتيب مؤامرة مع قطام. تتصاعد الأحداث والمؤمرات، ويسافر سعيد وصديقه عبد الله إلى مصر لمعرفة المتآمرين على قتل علي، وترسل قطام عبدها ريحان خلفهم لإبلاغ عمرو بن العاص بنيتهم للقبض عليهم، وتسوء العلاقة بين سعيد وقطام التي افتضحت مؤامرتها، ويحب سعيد خولة ويعزم على الزواج بها، ويكتب زيدان متحدثاً عن بلال عبد خولة قائلاً:
"سمع بلال لغطا وكلاما فأصاغ بسمعه فإذا بقائل يقول: "دعنا ننزل هنا ياريحان، فاذا أصبحنا دخلنا دمشق لاني اخاف أن يشك في أمرنا إذا دخلناها في الظلام، ألا تظننا في أمان هنا ؟"، سمع الجواب: "نعم يا مولاتي فاقشعر جسمه عند سماعه ذلك الصوت إذ عر ف فيه صوت قطام تخاطب ريحان وهي خائفة، وتأكد أنها آتية فراراً من سجن الفسطاط. وكانت قطام لما أرسلت إلى سجنها حقدت على لبابة كما مر. ونظراً إلى ما فطرت عليه من اللؤم والقسوة لم يكن أسهل عليها من قتل لبابة وكان ريحان يومئذ واقفاً في دارالإمارة، فلما رأى سيدته ولبابة سائرتين مخفورتين علم أنهما في ضيق، فراقب القوم ببصره حتى عرف الحجرة التي حبسوهما فيها، وأعمل ذهنه لانقاذهما، وكانوا عند وصولهم إلى الفسطاط قد نزلوا في دار الإمارة فاحتال في إخراج الجمال والأمتعة إلى مكان خارج الفسطاط. ولما توسط الليل غافل الناس وجاء إلى سجن قطام وأخذ يعالج الباب، وسمع لغطا فإذا هو خصام احتدم بينها وبين خادمتها. فاستعجل فتح الباب بالعنف ودخل، فلما رأته قطام أشارت اليه أن يساعدها في قتل لبابة فصاحت هذه: "تباً لك يا ظالمة يا فاجرة أني أتوب إلى الله عما ركبت في سبيلك من الذنوب، وأما أنت فلا نجاك الله من عواقب آثامك و". فابتدرها ريحان فسد فاها وخنقها، وخرج بسيدته من باب كان قد أعده باسترضاء بوابه، فلما بعدا عن الفسطاط تحول بها إلى مأمن كان قد أعده عند موقف الجمال. فركبا وهي تثني على شهامته. فخيرها في الجهة التي تسير اليها فاختارت دمشق، لأن فيها نفرا من أهلها كانوا قد هجروا الكوفة بعد وقعة النهروان وفشل الخوارج وأقاموا بدمشق".
وتتوالى الأحداث ويكتب زيدان:
"كان بلال واقفا ينظر اليه. فلما رآه توارى، نظر إلى قطام على بصيص النار فاذا هي قاعده وقد كشفت عن وجهها وعنقها وشمرت عن ساعديها، ثم رآها نهضت وضفائرها مدلاة على كتفيها وظهرها وفى أطراف الضفائر دنانير معلقة إذا تصادمت أثناء المشي سمع لها رنين. ومشت إلى حافة القناة ودمالجها وخلاخلها تخش خشيشا. فخاف بلال إذا أبطأ أن تفوته الفرصة، فوثب عليها وهي تهم بالجلوس على حافة القناة وأمسك بطوقها وجذبها اليه فوقعت على قفاها فجثا على صدرها. فصاحت: "ريحان"، وقبل أن تتم كلامها وضع بلال قبضته في فمها وقال لها: "لم يبق لك في هذه الحياة الا دقائق قليلة فاعلمي قبل أن تفارقيها أني بلال خادم خولة وسعيد وأني منتقم للامام علي". فأشارت اليه أنها تريد الكلام فاستل الخنجر وصوبه إلي عنقها وقال لها: "تكلمي بهدوء، وإذا رفعت صوتك أغمدت هذا الخنجر في عنقك". قالت: "أرحمنى يا بلال وأشفق على حياتي«. قال:» لا يرحمني الله ان رحمتك فقد ضافرت ابن ملجم وحرضته على قتل شابين من خيرة الشبان. ولكن حيلتك فيهما لم تنجح. وأخيرا جئت الفسطاط لاغراء أميرها بخولة. كيف أرحمك يا خائنة ؟". قالت: "ذلك قد مضى يا بلال، وأنا تائبة بين يديك، فاعف عني، ولك كل ما أملكه".
وبعد مقتل قطام كان سعيد ومعه الرسول قد استبطا بلالا، ويكتب زيدان:
"لم يجبه بلال ولكنه ظل ماشيا حتى وقف أمامه ورمى الجمجمة بين يديه وقال: "هذه فاكهتي"، فأجفعل سعيد ونظر فإذا هو رأس قطام بأقراطه وضفائره، فاستغرب وسأله عن تفصيل الخبر، فقال: "ليس هذا وقت السؤال، هلم نخرج من هذه الغوطة الآن، فإذا امنا عيون الحكومة أخبرتكما الخبر". ونهضوا ولم يذوقوا طعاما وركبوا جمالهم واستحثوها جهد طاقتهم، وهم تارة يصعدون تلا، أو ينزلون غوراً، وآونة يغوصون في الماء، وطورا يدوسون الاشواك، أو تتصادم رؤوسهم وأكتافهم بغصون الأشجار. حتى انتصف الليل فانتهوا إلى سهل قليل الأغراس وقد بعدوا عن دمشق فواصلوا السير إلى الفجر، وتحققوا أنهم أمنوا العيون. جلسوا للاستراحة على مصطبة بالقرب من عين ماء جارية، وسعيد في شوق شديه إلى سماع تفصيل مقتل تلك المرأة. فقص بلال حديثه وقلبه يرقص فرحا. واتماما لأسباب سروره اخرج الجمجمة من جراب كان قد خبأها فيه ووضعها على المصطبة بين يدي سعيد وكان شعرها قد تجمد بالدم، والعينان مطبقتان، والشفتان مفتوحتان عن أسنان كاللؤلؤ، ومسحة الجمال لا تزال تتجلى في محيا تلك المرأة مع صفاء اللون واصفراره وما تلطخ به من الدماء. مد سعيد يده إلى جبين جمجمة قطام ولمسه فاذا هو بارد كالثلج فقال: "آمنت بالله كأنه سبحانه وتعالى قد كتب لي الا المس هذا الجبين الا وهو ميت، وكنت أشتاق لمسه منذ أعوام".
يكتب زيدان عن مقابلة عمرو بن العاص لسعيد وبلال فيقول:
«صاح فيه عمرو:» ويلك ما هذا ؟«. قال:» هذا هو شعر قطام ملطخًا بدمها. وهذه أذناها واقراطها، وإذا أخرجتموني برأسها. فاني انما تخليت عنه إجابة لأمر مولاي سعيد«، قال ذلك ووقف وهو يشير إلى سعيد. فقال سعيد:» نعم يا مولاي أنا أشهد أن بلالاً قتل قطام وحده، واجتز رأسها وجاءني به وهو ينوي حمله اليكم، فأشرت عليه بأن يكتفي بهذا الأثر تخلصاً من نتن الرمة«. وكان الحضور قد بهتوا وهم ينظرون إلى الشعر والأذنين فأشار عمرو إلى بلال أن أحمل هذه الأقذار من هنا. فأعادها إلى جرابه وتنحى، فقال له عمرو:» لك عندنا مائة دينار«. شكر وأثنى وقال: أني أشكر مولاي الأمير على نعمته وأعترف بين يديه أني لم اقتل هذه الخائنة لمال، وإنما قتلتها انتقاما للعدل». وأراد أن يفصل ما أجمله فانتبه إلى أنه لا يجوز ذكر الإمام علي في المجلس فاكتفى بما قال، وتذكرت خولة أن أباها كان قد غضب عليها من أجل بلال، فاغتنمت هذه الفرصة لاكتساب رضا أبيها عنه فقالت: «يا بلال تقدم وقبل يدي سيدك، وأشارت إلى أبيها، فتقدم بلال وقبل يده فلما هم القوم بالانصراف وقف عبد الله ووجه كلامه إلى عمرو وقال:» أشهد أيها الأمير أن إمرأتي هذه طالق مني ثلاثاً، وأشار إلى خولة، فأدرك سعيد أن ما قاله له صحيح وأنه كان قد عقد قرانه عليها. ولمح الأمير عمرو الاضطراب على وجهة فقال: «طب نفساً يا سعيد أنما كان الزواج صورياً وقد صح الموقف الآن بالطلاق». والتفت إلى أبي خولة وقال له: «أني أخطب منك خولة لسعيد ؟»، فقال أبو خولة: «هي جاريتك يامولاي فاصنع بها ما تشاء». فأطرقت خولة حياء، وعندما آن الآوان عقد قران سعيد بخولة في مجلس عمرو فبارك لهما وهنأهما بالزواج. وبعد أيام استأذن عبد الله ابن عمه سعيدا في الذهاب إلى مكة للإقامة بها مع ذويه، وودع خولة والأصدقاء وسار إلى مكة واقترن هناك بإبنة عم له وعاش الجميع كل في مقامه عيشة لا يشوبها كدر إلا حين يذكرون مقتل الإمام علي. ثم حين سمعوا بعد ذلك عن تنازل الحسن عن الخلافة لمعاوية بن أبي سفيان. فخرجت الخلافة من أهل البيت وصارت إلى بني أمية. وإنما فعل الحسن ذلك حقنا للدماء، ولم يتول الخلافة الا ستة أشهر، فانتقل كرسيها من الكوفة إلى دمشق، وبقى فيها إلى انقضاء دولة بني أمية.

## نقد وتعليقات
كتب جميل حمادي على موقع ملاحق المدى، كما جاءت على موقع ديوان العرب وأيضاً موقع دنيا الوطن: «أن روايات جرجي زيدان يتقاطع فيها جانبان: الجانب التاريخي والجانب القصصي، فالأول هو الأساس والهدف، والثاني هو عبارة عن وسيلة فنية ليس إلا. ويراد بهذه الروايات تشويق القراء وحثهم على قراءة تاريخ الإسلام عبر فتراته المختلفة لمعرفة الماضي في علاقته بالحاضر. والغرض من هذا الجمع بين التاريخي والسردي أو المزج بين الحقيقة والخيال أو بين التاريخ والفن هو الإفادة والمتعة أو الجمع بين الوظيفة القصصية (وظيفة الترفيه والتسلية والإمتاع)؛ لذلك أدرج الدكتور عبد المحسن طه بدر روايات جرجي زيدان ضمن الرواية التعليمية ورواية التسلية والترفيه ... كان لا ينتقي سوى المعلومات القائمة على الصحة واليقين، ذاكرا المراجع والمصادر حتى لو كانت شعبية أو غربية استشراقية ... لا ينظر جرجي زيدان إلى التاريخ على أنه أحداث سياسية فقط، بل ينظر إليه على أنه حضارة وعادات وتقاليد وأخلاق وآداب ... يؤرخ جرجي زيدان لمقتل علي بن أبي طالب من قبل الخارجي عبد الرحمن بن ملجم المرادي، وفشل محاولة البرك بن عبد الله التميمي في قتل معاوية بن سفيان في دمشق، وفشل عمرو بن بكر في قتل عمرو بن العاص. والرواية كلها تدور حول حيثيات الفتنة الكبرى والصراع حول الخلافة بين علي ومعاوية وعمرو بن العاص، وكيف ستنتقل الخلافة بعد ذلك إلى الأمويين. وإلى جانب ذلك تنقل لنا الرواية قصة كلا من سعيد وأخيه عبد الله. وقد انتهت الرواية بزواج سعيد بخولة بمباركة عمرو بن العاص وأب خولة»، ويتابع الكاتب قائلاً: «لغة هذه الروايات عربية فصيحة تمتاز بالسهولة والليونة والسلاسة وعذوبة الإيقاع وإنشائية الكلام، تخاطب العقل تارة حين يحضر السرد التاريخي ويعقبه التعليم والإفادة وتخاطب الوجدان والعاطفة تارة أخرى حين يحضر السرد القصصي ويعقبه الترفيه والتسلية والإمتاع ... عن معمار الروايات فهو معمار كلاسيكي قائم على البناء المتنامي الصاعد الجدلي والخط المتوتر الذي ينطلق من الحاضر إلى المستقبل من خلال خاصية التوازن واللاتوازن أو خاصية التناوب أو التعاقب بين الخط السردي التاريخي والخط السردي القصصي ... تمثل خير تمثيل رواية التشويق الفني للتاريخ؛ لأنها تستقرئ تاريخ الماضي أو الحاضر بلغة سهلة معاصرة من خلال الارتكاز على العقدتين: التاريخية والفنية. ولكن يبقى جرجي زيدان مخلصا ووفيا للحدث التاريخي مع التصرف الفني في الجانب القصصي والروائي لتحقيق المتعة الفنية والفائدة التاريخية».

## وصلات خارجية
https://www.hindawi.org/books/96940275/ 17 رمضان (رواية)
https://www.goodreads.com/book/show/6688136-17 17 رمضان (رواية)